# Judaísmo na Argentina
A história dos judeus na Argentina remonta ao início do século XVI, na sequência da expulsão judaica da Espanha. Judeus sefarditas que fogem de perseguições imigrou com os exploradores e os colonos a se estabelecer em o que é agora Argentina. Além disso, muitos dos comerciantes portugueses no Vice-Reino do Rio da Prata eram judeus. Uma comunidade judaica organizada não se desenvolveu até 1810, no entanto, depois que a Argentina ganhou a independência da Espanha. Em meados do século, os judeus da França e outras partes da Europa Ocidental, que fogem as perturbações sociais e económicas das revoluções, começaram a se estabelecer na Argentina.
Argentina é o lar da maior comunidade judaica na América Latina, a terceira maior das Américas, ea sétima maior do mundo fora de Israel.